# Jože Brilej
Jože Brilej [jóže brílej]  (partizansko ime Bolko) [bólko], slovenski politik, partizan in pravnik * 1. januar 1910, Dobje pri Planini, † 8. maj 1981, Ljubljana.  
Bil je jugoslovanski diplomat, politik, veleposlanik, partizanski polkovnik, prvoborec, narodni heroj, revolucionar, odvetnik, predsednik Ustavnega sodišča v SR Sloveniji, prav tako dolgoletni sodelavec Josipa Broza - Tita. 

## Partizanstvo
Brilej je najprej študiral teologijo in nato pravo, leta 1932 postal član KPJ in bil leta 1934 delegat na pokrajinski konferenci KPJ za Slovenijo (Goričane). Bil je urednik časnika Ljudska pravica, katerega delovanje je bilo leta 1936 prepovedano. V tem času je bil aretiran. Diplomiral je v Ljubljani in leta 1938 tudi doktoriral. Bil je prvoborec NOB (od 1941) in je v času 2. svetovne vojne opravljal mnoge vodilne vojaške funkcije, mdr. kot pomočnik političnega komisarja Glavnega štaba Narodnoosvobodilne vojske in partizanskih odredov Slovenije, politični komisar 2. operativne cone, 14. divizije in 7. korpusa, odposlanec na kočevskem zboru in član SNOS. Oktobra 1944 je postal namestnik načelnika OZNA za Slovenijo, od marca 1945 pa delal pri OZNA za Jugoslavijo v Beogradu.

## Politična kariera
Po vojni je opravljal mnoge diplomatske in politične naloge, bil je veleposlanik v Londonu (1950–53), stalni predstavnik Jugoslavije in delegat OZN za življenje ter veleposlanik v Mexicu, predstavnik FLRJ v Varnostnem svetu OZN in predsednik varnostnega sveta OZN v letu 1956, pa tudi podpredsednik Ekonomskega in socialnega sveta OZN (1957). 1958–61 je bil pomočnik državnega sekretarja za zunanje zadeve, 1961–63 veleposlanik FLRJ v Egiptu in Jemnu, 1963–67 član Zveznega izvršnega sveta in predsednik komisije za koordinacijo sodelovanja s Svetom za vzajemno gospodarsko pomoč ter predsednik zveznega sveta za turizem. Bil je tudi podpredsednik Skupščine Socialistične republike Slovenije (1967–1974) in nazadnje predsednik slovenskega Ustavnega sodišča (1974–1981). Poleg sprejema v Združenje za mednarodno pravo je bil izvoljen za dopisnega člana Mednarodne diplomatske akademije v Parizu. Bil je tudi nosilec partizanske spomenice 1941.

## Smrt
Umrl je 8. maja 1981 za rakom na pljučih. Pokopan je na Žalah zraven Marte Brilej in nasproti njegovega vseživljenjskega prijatelja in tovariša Aleša Beblerja.

## Osebno življenje
Leta 1936 se je poročil s Marto Brilej (r. Guček) v Stolnica svetega Nikolaja, Ljubljana. Imata dva otroka.

## Odlikovanja in priznanja
Po njem je imenovana Ljubljanska Brilejeva ulica.
Po njegovi smrti, 9. avgusta 1987, je država v Dobju postavila spominsko ploščo na njegovi rojstni hiši. 
Pomembnejše nagrade in odlikovanja dr. Jožeta Brileja:
| Priznanje ali odlikovanje | Razred                                                  | Država  | Opombe                                     |
| --- | ------------------------------------------------------- | ------- | ------------------------------------------ |
| Orden Azteškega Orla Orden Mexicana del Águila Azteca Order of the Aztec Eagle | Sash (Banda)                                            | Mexico  | Najvišja nagrada mogoče iz Mehike za tujca |
| Orden Feniksov Τάγμα του Φοίνικος Order of the Phoenix | Grand Cross                                             | Grcija  | Najvišja nagrada mogoče iz Grcija za tujca |
| Veliki Kriz Vitezi, Orden za zasluge Republike Italije Cavaliere di Gran Croce Ordine al Merito della Repubblica Italiana 'Knights Grand Cross, Order of Merit of the Italian Republic' | Prvi Razred Cavaliere di Gran Croce Knights Grand Cross | Italija | Najvišjo uvrstitev čast Republike Italija  |
| Orden Republike Egipta Order of the Republic | Grand cordon, prvi razred                               | Egipt   | Red republike je Egiptovski red viteštva   |

| Priznanje ali odlikovanje   | Država                                          | Razred               |
| --------------------------- | ----------------------------------------------- | -------------------- |
| Orden Jugoslovenske Zastave | Socialistična federativna republika Jugoslavija | z zlatim vencom      |
| Red Republike               | Socialistična federativna republika Jugoslavija | z zlatim vencem      |
| Red Partizanska Zvezda      | Socialistična federativna republika Jugoslavija |                      |
| Red Zaslug za Ljudstvo      | Socialistična federativna republika Jugoslavija | Prvi in drugi razred |
| Red Ljudske Osvoboditve     | Socialistična federativna republika Jugoslavija |                      |
| Partizanska Spomenica 1941  | Socialistična federativna republika Jugoslavija |                      |